# 丹尼爾·奧杜維爾·基洛斯
丹尼爾·奧杜維爾·基洛斯（西班牙語：Daniel Oduber Quirós，1921年8月25日—1991年10月13日），哥斯大黎加政治人物，民族解放黨的成員，1974年至1978年擔任哥斯大黎加總統。